# Nicole Cross
Nicole Cross (* 22. August 1993 als Nicole Kandziora in Lauf an der Pegnitz) ist eine deutsche Popsängerin. Sie nahm 2011 an der Castingshow Deutschland sucht den Superstar teil. Bekannt wurde sie hauptsächlich über YouTube, wo sie Coverversionen bekannter Songs veröffentlichte.

## Privatleben
Cross wurde in Lauf an der Pegnitz geboren und wuchs dort auf.
Schon als Schülerin war ihre Leidenschaft die Musik. Nach ihrem Realschulabschluss absolvierte sie eine Ausbildung als medizinische Fachangestellte. Sie entschied dann jedoch, sich auf die Musik zu konzentrieren.
Sie hat einen Bruder.

## Karriere
Cross nahm 2011 an der Castingshow Deutschland sucht den Superstar teil und schaffte es bis in die erste Live-Show. Der breiteren Menge wurde sie durch ihren YouTube-Kanal bekannt. Im Laufe der Jahre hat sie über 1.010.000 Abonnenten erreicht (Stand November 2020). Einer der größten Erfolge von Cross war ihre Coverversion von Rihannas Song Diamonds. Durch ein Cover des Adele-Songs Hello im Jahr 2015 ist Hollywood-Schauspieler Ashton Kutcher auf Cross aufmerksam geworden. Er veröffentlichte ein Video auf Facebook und hat ihr so zu mehr Reichweite verholfen. Das Video hat bis zum Jahr 2018 über 8,5 Millionen Klicks erzielt.
Ein Jahr nach der Veröffentlichung des Covers veröffentlichte der Berliner Rapper Zate den Song Abschiedsbrief Teil 1 (Remix), in dem er den Refrain von Nicole Cross’ Hello Cover übernahm.
2016 arbeitete Cross über mehrere Monate mit internationalen Künstlern und Produzenten, darunter Lena und Frans, zusammen und brachte ihre eigene Debüt-Single Awesome auf den Markt.
In einem Interview mit dem Radiosender Unserding verriet Cross, dass sie in vielen Ländern in den Charts war, ohne genau zu wissen, warum. So habe sie es beispielsweise in Papua-Neuguinea, Taiwan und den Cayman-Inseln in die Top 100 geschafft. Im März 2018 erschien Cross’ erstes Album Shapeshifter, das neben eigenen Tracks auch Coversongs enthält. Unterstützung bekommt Cross vom Everever Management.
Beim deutschen Vorentscheid 2019 kam sie unter die Top 20.

## Diskografie

### Alben
- 2015: Living Room Sessions, Vol. 1
- 2018: Living Room Sessions, Vol. 2
- 2018: Shapeshifter

### EPs
- 2016: Nicole Cross

### Singles
- 2016: Holiday
- 2016: Awesome
- 2016: Worth the Wait
- 2017: Darkness
- 2018: Loosen Up
- 2018: Highride
- 2018: Loving U (feat. Frans)
- 2019: Losing My Religion (mit Jones & Brock)
- 2020: Nicht von Dir los

### Gastbeiträge
- 2016: Treat You Better (helloleni feat. Nicole Cross)
- 2020: Wenn sie tanzt – JASH & Nicole Cross

### YouTube-Coversongs
2012:
- Rihanna – Diamonds
- P!nk – Try
- Taylor Swift – I Knew You Were Trouble
- Rihanna feat. Mikky Ekko – Stay

2013:
- Swedish House Mafia feat. John Martin – Don’t You Worry Child
- Passenger – Let Her Go
- P!nk feat. Nate Ruess – Just Give Me a Reason
- Daft Punk feat. Pharrell Williams – Get Lucky
- Avicii feat. Aloe Blacc – Wake Me Up!
- Zedd feat. Hayley Williams – Stay the Night

2014:
- Mr. Probz – Waves
- John Legend – All of Me
- Meghan Trainor – All About That Bass
- You+Me – Break the Cycle (feat. Cecil John)
- Taylor Swift – Blank Space

2015:
- Selena Gomez – The Heart Wants What It Wants
- Ed Sheeran – Thinking Out Loud
- Sia – Chandelier
- Sia – Elastic Heart
- James Bay – Hold Back the River
- Rihanna, Kanye West & Paul McCartney – FourFiveSeconds
- Ellie Goulding – Love Me like You Do
- Zedd feat. Selena Gomez – I Want You to Know
- Maroon 5 – Sugar
- Kygo feat. Conrad – Firestone
- Wiz Khalifa feat. Charlie Puth – See You Again
- Evanescence – My Immortal
- Jason Derulo – Want to Want Me
- Jessie J – Flashlight
- Major Lazer & DJ Snake feat. MØ – Lean On
- The Weeknd – Can’t Feel My Face
- OMI – Cheerleader
- Justin Bieber – What Do You Mean?
- Ed Sheeran – Photograph (feat. Philipp Leon Altmeyer)
- Sido feat. Andreas Bourani – Astronaut (feat. Philipp Leon Altmeyer)
- Adele – Hello
- Shawn Mendes – Stitches

2016:
- Justin Bieber – Love Yourself
- Lukas Graham – 7 Years
- Vanessa Carlton – A Thousand Miles
- Justin Timberlake – Can’t Stop the Feeling!
- Calvin Harris feat. Rihanna – This Is What You Came For (feat. Lena)
- Major Lazer feat. Justin Bieber & MØ – Cold Water

2017:
- Ed Sheeran – Castle on the Hill
- Zayn & Taylor Swift – I Don’t Wanna Live Forever
- Katy Perry feat. Skip Marley – Chained to the Rhythm
- The Chainsmokers & Coldplay – Something Just Like This
- Calum Scott – Dancing on My Own
- Luis Fonsi feat. Daddy Yankee – Despacito
- P!nk – What About Us?
- Justin Bieber & BloodPop® – Friends
- Zara Larsson – Only You
- Mariah Carey – All I Want for Christmas Is You

2018:
- Camila Cabello feat. Young Thug – Havana
- Christina Aguilera – Beautiful
- Ed Sheeran – Perfect

2019:
- Lewis Capaldi – Someone You Loved
- Marshmello feat. Chvrches – Here with Me
- Avicii feat. Aloe Blacc – SOS
- P!nk – Walk Me Home
- Ed Sheeran & Justin Bieber – I Don’t Care
- Taylor Swift feat. Brendon Urie – ME!
- Billie Eilish – Bad Guy
- Elton John – Can You Feel the Love Tonight
- Reamonn – Supergirl
- Shawn Mendes & Camila Cabello – Señorita
- Timbaland pres. OneRepublic – Apologize
- Maroon 5 – Memories
- Ariana Grande, Miley Cyrus & Lana Del Rey – Don’t Call Me Angel
- Selena Gomez – Lose You to Love Me
- Lewis Capaldi – Before You Go
- Bausa – Was du Liebe nennst

2020:
- Halsey – Still Learning